# Municipio de San Pedro Tapanatepec
El municipio de San Pedro Tapanatepec es uno de los 570 municipios en que se subdivide el estado mexicano de Oaxaca. Es el municipio más suroriental del estado, en el istmo de Tehuantepec y en los límites con el estado de Chiapas. Su cabecera es el pueblo del mismo nombre.

## Geografía
El municipio de San Pedro Tapanatepec se localiza en el extremo sureste del territorio de Oaxaca, en sus límites con el estado de Chiapas y forma parte de la Región Istmo y del distrito de Juchitán. Tiene una extensión territorial de 997.139 kilómetros cuadrados que representan un 1.06 % del territorio total de Oaxaca. Tiene unas coordenadas geográficas extremas de 16°7′ - 16°30′ de latitud norte y 94°1′ - 94°27′ de longitud oeste, la altitud va de los 0 a los 1200 metros sobre el nivel del mar.
Limita al norte y al oeste con el municipio de Santo Domingo Zanatepec y al sur —a través del Mar Muerto— con el municipio de San Francisco del Mar; además en el centro del territorio municipal se encuentra enclavado el municipio de Chahuites. Al este el municipio confina con el estado de Chiapas, sin embargo estos límites no han sido aceptados por ambos estados y son fuente de conflicto entre los mismos, como consecuencia en dicho territorio Chiapas ha creado el municipio de Belisario Domínguez, que no ha sido reconocido por todas la instancias legales, y con el cual limitaría San Pedro Tapanatepec, pero no ser legal su creación entonces el límite correspondería a los municipios de Cintalapa  y Arriaga.

## Demografía
De acuerdo a los resultados del Censo de Población y Vivienda realizado en 2020 por el Instituto Nacional de Estadística y Geografía; la población total del municipio de San Pedro Tapanatepec es de 15 479 habitantes, de los cuales 7 614 son hombres y 7 865 son mujeres.
La densidad de población asciende a un total de 14.03 personas por kilómetro cuadrado.

### Localidades
El municipio incluye en su territorio un total de 142 localidades. Las principales, considerando su población del censo de 2020 son:
| Localidad                 | Población (2020) |
| ------------------------- | ---------------- |
| San Pedro Tapanatepec     | 8 154            |
| Los Corazones             | 1 154            |
| Rincón Juárez             | 983              |
| Colonia Colosio           | 855              |
| Pesquería Rancho Salinas  | 644              |
| Pesquería Guadalupe       | 428              |
| San José de los Portillos | 375              |
| Pesquería Puerto Paloma   | 310              |
| Pesquería Trejo           | 291              |
| Total municipio           | 15 479           |

## Política
El gobierno del municipio de San Pedro Tapanatepec es electo mediante el principio de partidos políticos, con en la gran mayoría de los municipios de México. El gobierno le corresponde al ayuntamiento, conformado por el presidente municipal, un síndico y el cabildo integrado por seis regidores. Todos son electos mediante voto universal, directo y secreto para un periodo de tres años que pueden ser renovables para un periodo adicional inmediato.

### Representación legislativa
Para la elección de diputados locales al Congreso de Oaxaca y de diputados federales a la Cámara de Diputados federal, el municipio de San Pedro Tapanatepec se encuentra integrado en los siguientes distritos electorales:
Local:
- Distrito electoral local de 11 de Oaxaca con cabecera en Matías Romero Avendaño.[5]

Federal:
- Distrito electoral federal 7 de Oaxaca con cabecera en Ciudad Ixtepec.[6]